# Conservatieve Partij (Hongarije)

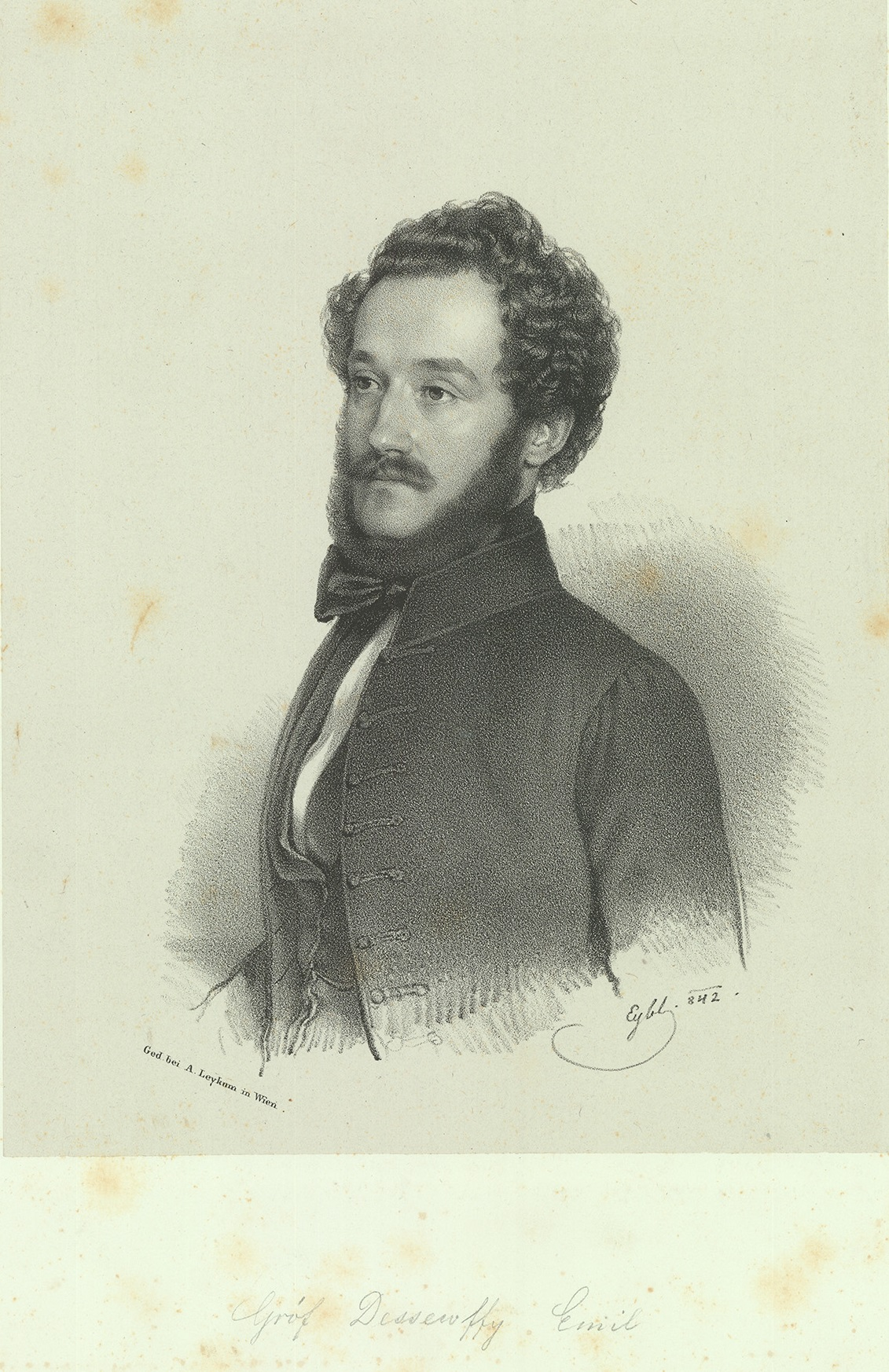
Emil Dessewffy

De Conservatieve Partij (Hongaars: Konzervatív Párt) was een van de invloedrijkste politieke fracties in het Hongarije van de jaren 1840. Ze werd officieel opgericht in 1846 en ging in 1849 op in de Oppositiepartij.

## Geschiedenis
De Conservatieve Partij werd opgericht op 12 november 1846 door Habsburg-getrouwe, jonge aristocraten en was de eerste politieke partij in Hongarije. Ze ijverde voor de verdediging van Hongarijes belangen binnen een sterk Habsburgs Rijk. In tegenstelling tot de liberale oppositie was de Conservatieve Partij niet uit op confrontatie met Wenen, maar stonden de belangen van Hongarije gelijk met die van het hele keizerrijk.
Daarnaast behartigde de partij ook de belangen van de aristocratie, maar in tegenstelling tot de "oud-conservatieven", was ze tegen het feodalisme gekant. Ze steunde een geleidelijke en gedeeltelijke uitbreiding van volledige burgerschap naar het hele volk. De leider van deze groep politiek geëngageerde aristocraten was Aurél Dessewffy en na diens dood in 1842 nam zijn jongere broer Emil Dessewffy deze rol over. Emil probeerde kanselier Metternich ervan te overtuigen dat gematigde hervormingen ook in het belang van Wenen waren.
Tijdens de revolutie van 1848 ging de Conservatieve Partij dichter aanleunen bij de Oppositiepartij. In de door de Oppositiepartij gedomineerde regering-Batthyány werd vorst Esterházy, lid van de Conservatieve Partij, zelfs minister. In 1849 ging de partij uiteindelijk op in de Oppositiepartij.

## Programma
- handhaving van de politieke band met Oostenrijk op basis van de Pragmatieke Sanctie (1713)
- douane-unie van Hongarije met de rest van het keizerrijk
- volksvertegenwoordiging
- beperkte vrijheid van pers, godsdienst en mening
- modernisering van de Hongaarse steden
- gecentraliseerde openbare administratie
- gedeelde lasten
- investeringen in infrastructuur
- tolerantie jegens de nationale minderheden

## Vooraanstaande leden
- Emil Dessewffy, partijleider en voorzitter van de Hongaarse Academie van Wetenschappen
- György Apponyi, opperste landrechter, voorzitter van het Magnatenhuis
- Pál Esterházy, minister Naast de Koning
- György Andrássy